# 121546 Straulino
121546 Straulino este o planetă minoră (asteroid) din centura de asteroizi. A fost descoperită pe 5 noiembrie 1999 la osservatorio astronomico della Montagna Pistoiese⁠(d) de Luciano Tesi⁠(d). 
Obiectul prezintă o orbită caracterizată de o semiaxă mare de 3,0847747718032 UAi, o excentricitate de 0,15438452164827, o înclinație de 8,6207966274639 ° în raport cu ecliptica.